# Oracle Data Integrator
Oracle Data Integrator (ODI) est un Extract Load Transform (ELT) produit par Oracle. Il offre un environnement graphique pour construire, gérer et maintenir les processus d'intégration de données dans les systèmes de informatique décisionnelle.

## Histoire
Oracle a acheté Sunopsis en octobre 2006, et l'a renommé Oracle Data Integrator (ODI). Le but de cette acquisition était de renforcer l'offre Oracle Fusion Middleware (en) qui exigeait de pouvoir supporter un large éventail de sources et cibles hétérogènes.
Après ce rachat, Oracle a continué à développer séparément ODI ainsi que son ETL historique, Oracle Warehouse Builder.
En janvier 2010, Oracle a annoncé son intention de les fusionner en un seul produit : Oracle Data Integrator Enterprise Edition.